# Ka-60通用直升機
Kamov Ka-60通用直升機  （北约代号Orca「逆戟鲸」，設計昵稱俄语：「羽燕」）是俄羅斯一款軍民兩用直升機，1998年首飛，也被稱「俄國黑鷹」.但是俄國財政困窘一直未能量產，2010年後才開出生產線，並獲得一些外銷訂單，俄國本身預計訂購100架以上。民用版採用Saturn RD-600V發動機於2013年亮相。

## 技術規格
参考资料：詹氏世界航空 2003–2004
基本信息
- 机组：1-2
- 容量：

  - 14名以上步兵
  - 12-15 名乘客 (Ka-62)

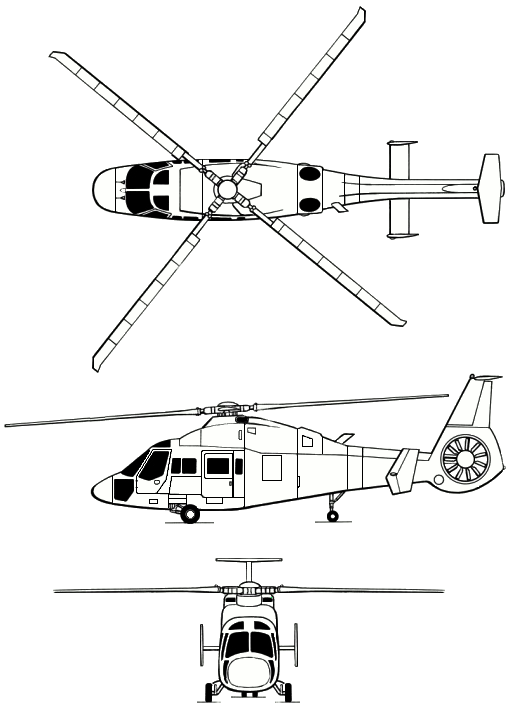
Ka-60

  - 2,000 kg 酬載, 2,500 kg 外掛物[3]

性能

## 参考文献

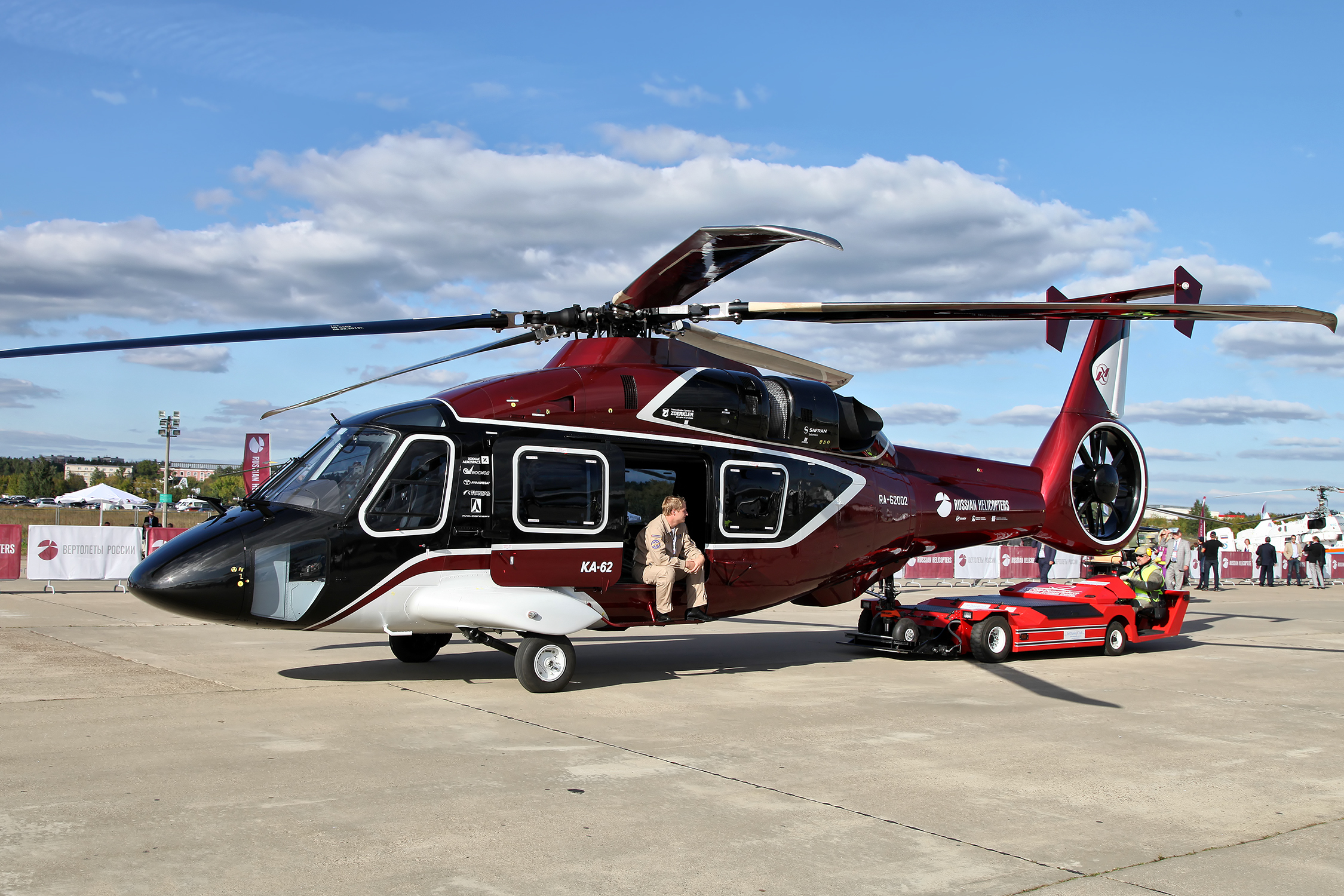
2013莫斯科航展上的民用型

## 使用國
俄羅斯
- 俄羅斯空天軍 (訂購100 架)[4][5]

 巴西
- 阿特拉斯空運 (訂購7 架)[6]

 哥伦比亚
- 哥倫比亞空軍 (訂購5 架)[7]

## 外部連結
- 上的信息的KA-62 kahelicopter.com （页面存档备份，存于）
- ka60
- ka62
- www.aviation.ru